# Korallkaktusz
A korallkaktusz (Hatiora salicornioides) faj a vesszőkaktusz (Rhipsalis) nemzetség fajaira emlékeztető megjelenésű epifita kaktusz, melyet széles körben termesztenek egyszerű tartása miatt.

## Elterjedése és élőhelye

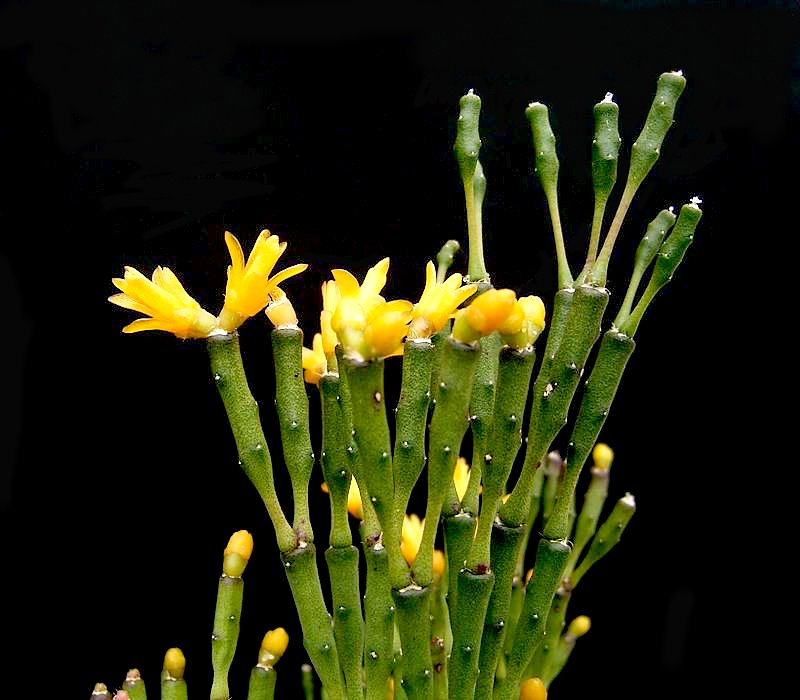

Brazília: Bahia (kérdéses), Minas Gerais, Espirito Santo, Rio de Janeiro, Sao Paulo, Parana államok; epifitikus és epilitikus atlanti és lombhullató erdőkben 1200–1850 m tengerszint feletti magasságban.

## Jellemzői
Gazdagon elágazó, fiatalon felálló, majd később csüngővé váló hajtású növény, szára hengeres 15–30 mm hosszú (szabad természetben 5–10 mm-es rövid és 20–50 mm-es hosszú) hajtásszegmensekből áll, melyeknek bazális része igen vékony, színük mélyzöld vagy vöröses árnyalatú. A fma. bambusoides szára 30–50 mm hosszú szegmensekből áll, a növény lazább felépítésű. Areoláiról hiányoznak a sörték. Virágai 8–10 mm, a fma. cylindrica virágai 12 mm hosszúak, citromsárga-sötétsárga, a fma. bambusoides esetében narancssárga színűek, a külső szirmok rövidek és szélesek, a belsők valamennyivel megnyúltabbak. A porzószálak sárgák, a szirmoknál rövidebbek. A bibe 4-5 lobusos, fehér. Termése fehér bogyó.

## Rokonsági viszonyai
A Hatiora subgenus tagja. Közeli rokona a Hatiora cylindrica taxon, melyet nem minden esetben különítenek el tőle faji szinten.